# Vasil Radoslavov

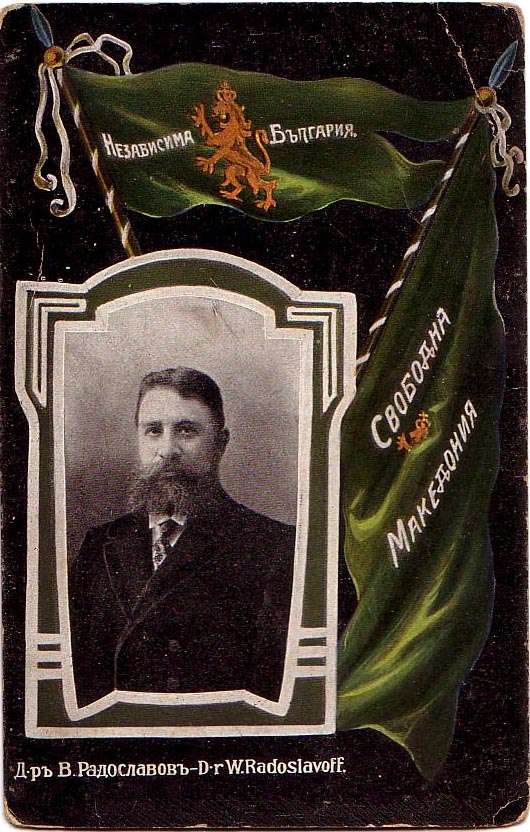
Vasil Radoslavov

Vasil Christov Radoslavov (Bulgaars: Васил Христов Радославов) (Lovetsj, 11 maart 1854 - Berlijn, 21 oktober 1929), was een Bulgaars politicus.

## Opleiding en vroege carrière
Vasil Radoslavov studeerde rechten in Heidelberg en raakte onder de indruk van de Duitse cultuur en was sindsdien een Germanofiel. Hij was een van de oprichters van de Liberale Partij (LP) in 1879. Op 29 juni 1884 werd hij minister van Justitie onder Petko Karavelov (tot 9 augustus 1886).

## Eerste keer premier
Op 16 augustus 1886 vormde hij zijn eerste kabinet. Vanaf 18 november 1886 was hij tevens minister van Justitie. Nog geen jaar later, op 28 juni 1887, viel zijn kabinet. Ofschoon maar korte tijd premier, was er sprake van grote corruptie onder zijn bewind. In 1887 viel de Liberale Partij in tweeën uiteen en kwam Radoslavov aan het hoofd te staan van de Liberale Partij - Radoslavovisten (LPR), een personalistische, rechts-liberale en anti-Russische partij. De LPR streefde ook naar onafhankelijkheid (de Osmaanse sultan was nog steeds de suzerein) van Bulgarije.
Van 19 mei 1894 tot 9 december 1894 was Radoslavov nogmaals minister van Justitie, nu onder Stoilov en van 18 januari 1899 tot 27 november 1900 minister van Binnenlandse Zaken onder Dimitur Grekov en Todor Ivantsjov. Deze laatste premier was een aanhanger van Radoslavov.

## Tweede keer premier
Zijn anti-Russische en pro-Duitse opvattingen werden door koning Ferdinand opgemerkt en op 17 juli 1913 werd Radoslavov door de koning tot premier benoemd. Radoslavov werd niet alleen premier, maar eigende zich ook de ministeries van Binnenlandse Zaken en (sinds 17 december 1913) van Buitenlandse Zaken toe. De verkiezingen voor de 16e Narodno Sobranie (Nationale Vergadering) in december 1913 werden gewonnen door de Bulgaarse Sociaaldemocratische Werkerspartij en hierdoor had de regering geen meerderheid meer in het parlement. Nadat het parlement de begroting had verworpen ontbond de koning het parlement en de 17e Sobranie bleek een werktuig te zijn van de koning en zijn premier.
Vanaf het begin van zijn aantreden volgde Radoslavov een anti-Russische en nationalistische politiek. De koning en Radoslavov zagen het als hun hoofddoelstelling om de tijdens de Tweede Balkanoorlog (1913) verloren gegane gebieden te heroveren. In de weken van juli 1914 zocht Bulgarije toenadering tot Duitsland. Keizer Wilhelm II, die voordien weinig interesse toonde in Bulgarije, bleek zo vlak voor het uitbreken van de Eerste Wereldoorlog in eens bijzonder geïnteresseerd in Bulgarije als bondgenoot. Radoslavov zorgde voor een grote lening van Duitsland en Oostenrijk-Hongarije, maar stelde Bulgaarse deelname aan de strijd nog een tijdje uit. Nadat de Bulgaarse koning en Radoslavov een tijdje de kat uit de boom hadden gekeken, en in de zomer van 1915 een overwinning van de centralen ophanden leek door de successen in aan het oostfront, sloot een Bulgaarse delegatie op 6 september 1915 een geheim verdrag met de Duitsers in het hoofdkwartier in Pless (Opper-Silezië). Vijf weken later nam Bulgarije deel aan de strijd.

### Val van Radoslavov
Het Bulgaarse leger slaagde er in korte tijd in Macedonië te veroveren, Duitsland en Oostenrijk-Hongarije veroverden het noorden van Servië en Albanië. Daarna kwam het front stil te liggen, aangezien Griekenland toen nog neutraal bleef. Na een politieke machtsstrijd belandde buurland Griekenland in het kamp van de Geallieerden, de Bulgaarse militairen en burgers werden de oorlogsmoe en in 1918 vonden er anti-oorlogdemonstraties plaats. De late Duitse overwinning in het Oosten en het daarop volgende Verdrag van Brest-Litovsk (maart 1918) belette Bulgarije verder oorlog te voeren in Roemenië. De Vrede van Boekarest (7 mei 1918) bracht slechts beperkte gebiedswinst (Zuidelijke Dobroedzje, de Noordelijk Dobroedzja bleef Roemeens). De koning ontsloeg daarop op 21 juni 1918 Radoslavov en verving hem door de liberaal Aleksandur Malinov. Op 29 september 1918 sloot Bulgarije een wapenstilstand met de Entente Mogendheden en op 3 oktober 1918 abdiceerde koning Ferdinand en vertrok naar Duitsland. Radoslavov, die vreesde dat hij zou worden opgepakt en berecht, vermomde zich als Duits officier en week ook uit naar Duitsland.
In 1922, tijdens het bewind van premier Alexander Stamboeliski, werd Radoslavov in absentia ter dood veroordeeld, in 1929 verkreeg hij amnestie. Hij stierf in hetzelfde jaar, op 11 oktober 1929, in Berlijn.